# Alegre (ort)
Alegre är en ort i Brasilien.   Den ligger i kommunen Alegre och delstaten Espírito Santo, i den sydöstra delen av landet, 900 km sydost om huvudstaden Brasília. Alegre ligger 248 meter över havet och antalet invånare är 19 757.
Terrängen runt Alegre är huvudsakligen kuperad. Alegre ligger nere i en dal. Närmaste större samhälle är Guaçuí, 15,3 km väster om Alegre.
Omgivningarna runt Alegre är huvudsakligen savann. Runt Alegre är det ganska tätbefolkat, med 65 invånare per kvadratkilometer.